# 刈干切唄
刈干切唄（かりぼしきりうた）は宮崎県高千穂地方で歌われてきた民謡である。

## 概要
刈干切唄は宮崎県西臼杵郡高千穂町で代々歌われてきた労働歌である。「刈り干し」とは、山や荒れ地でカヤなどを刈り取る作業をいい、伝統的にはこれを屋根に葺いたり、田畑の肥料とした。
メロディーには主に2種類あり、半音を含まない五音音階の陽旋法（田舎節）で唄うもの、他地方でも伝統的な陰旋法（都節）の音階で唄うものがあるが、高千穂地方では陽旋法で唄われ、その他の全国的には陰旋法で唄われる。
毎年10月の第1土・日曜日には、高千穂町の国見ヶ丘（北緯32度43分07秒 東経131度16分40秒 / 北緯32.71856179度 東経131.27782335度座標: 北緯32度43分07秒 東経131度16分40秒 / 北緯32.71856179度 東経131.27782335度）で「正調刈干切唄全国大会」が開催される。他の民謡よりは「小節を効かせて」歌われるのが通常で、楽譜にある調子から離れるように自由に歌われている。
刈干切唄 高千穂民謡保存会種子島民謡と踊りの ... - YouTubewww.youtube.com › watch

## 歌詞
３〜４番ある歌詞にはいくつかの版があるが、１番はほぼ次のように歌われる。
ここの山の、刈干（かりぼ）しゃ、済んだヨ

明日はたんぼで、稲刈ろかヨ
２番以降の歌詞で、「迫々（さこさこ）かげるヨ」は「谷々で（太陽が）陰ってきた」、「「駒よ、いぬるぞ」は「馬よ、帰るぞ」、「千木」（ちぎ）は神社建築に使われる「屋根の上にX字形に交叉する組木」の意味である。
刈干し切り唄www.mahoroba.ne.jp › hog › shouka › kariboshikiriuta

## カバー
三橋美智也などが歌っている。